# Sadalmelik
Sadalmelik es el nombre de la estrella α Aquarii (α Aqr / 34 Aquarii), de magnitud aparente +2,95, la segunda más brillante de la constelación de Acuario.
Se encuentra a aproximadamente 760 años luz de distancia del sistema solar.

## Nombre
El nombre de Sadalmelik proviene de la expresión árabe سعد الملك Al Saʽd al Malik, «suerte del rey», aunque a veces aparece como Al Saʽd al Mulk, «suerte del reino»; este último título fue utilizado por Abu-Yahya al-Qazwiní y Ulugh Beg para designar a esta estrella junto a la vecina ο Aquarii.
De manera similar, para los astrólogos α Aquarii era conocida como Sidus Faustum Regis.

## Características
Sadalmelik es una estrella supergigante amarilla de tipo espectral G2Ib. Este tipo de supergigantes no son frecuentes, aunque la cercana Sadalsuud (β Aquarii) es una estrella muy similar. Su radio es 60 veces el radio solar y está muy lejos de ser una auténtica supergigante de clase G, que suelen ser de tamaño mayor y además variables cefeidas. Sin embargo, al igual que Sadr (γ Cygni), Sadalmelik no es una cefeida, sin que se sepa claramente el motivo.
Se piensa que Sadalmelik, Sadalsuud y Enif (ε Pegasi), con edad y masa similares, tienen un origen común. Se cree que nacieron en una asociación estelar donde la unión gravitacional no era fuerte, y sus movimientos en los últimos millones de años las han ido separando. Además, las tres estrellas se mueven de forma perpendicular al plano de la galaxia, algo que no es habitual.